# 電気通信役務利用放送法
電気通信役務利用放送法（でんきつうしんえきむりようほうそうほう、平成13年6月29日法律第85号）は、通信と放送の融合を踏まえ、電気通信設備を利用した放送制度を定めていた法律である。
2001年（平成13年）6月29日に公布された。

## 概要
定義
「電気通信役務利用放送」とは、本法第2条に「公衆によって直接受信されることを目的とする電気通信の送信であって、その全部又は一部を電気通信事業を営む者が提供する電気通信役務を利用して行うもの」と定義された。
電気通信役務利用放送は伝送路により、電気通信役務利用放送法施行規則第2条第3号と第4号に、衛星通信設備を使用して行われる衛星役務利用放送と有線電気通信設備を利用して行われる有線役務利用放送とに大別されていた。
廃止
2010年（平成22年）11月26日に第176回国会で成立した放送法の改正により、放送に関する法令の約60年ぶりの大幅な統廃合が図られ、本法、有線ラジオ放送業務の運用の規正に関する法律、有線テレビジョン放送法は放送法に吸収統合され、改正放送法が完全施行された2011年（平成23年）6月30日に廃止された。